# Inguština
Inguština je severovýchodokavkazský jazyk. Mluví se jím především v ruské republice Ingušsko, ale také v ruské republice Čečensko, v ruské republice Severní Osetie, Turecku, Kazachstánu, Jordánsku a dalších zemích. V Červené knize ohrožených jazyků UNESCO je klasifikována jako zranitelná.

## Rozšíření
Inguštinou mluví v Rusku přibližně 350 000–400 000 lidí (k roku 2020), zejména v republikách Ingušsko, Severní Osetie a Čečensko. Mluvčí jsou také v Kazachstánu, Uzbekistánu, Belgii, Norsku, Turecku a Jordánsku.
Spolu s ruštinou jde o úřední jazyk Ingušska.